# ISO 10511
ISO 10511 er en standard der beskriver mekaniske låseenheder, i dette tilfælde låse-møtrikker.
Standarden er bearbejdet og udgivet af organisationen International Organization for Standardization.

## Beskrivelse
En Låsemøtrik ISO 10511 - er en møtrik med nylon ring i toppen, som giver en låse-effekt ved fastspænding.

### Gevindtabel
| Gevind         | M3  | M4  | M5  | M6 | M8   | M10 | M12  | M14 | M16  | M18  | M20 | M24 | M27 | M30 | M33 | M36 |
| -------------- | --- | --- | --- | -- | ---- | --- | ---- | --- | ---- | ---- | --- | --- | --- | --- | --- | --- |
| Gevindstigning | 0,5 | 0,7 | 0,8 | 1  | 1,25 | 1,5 | 1,75 | 2   | 2    | 2,5  | 2,5 | 3   | 3   | 3,5 | 3,5 | 4   |
| Nøglevidde     | 5,5 | 7   | 8   | 10 | 13   | 16  | 18   | 21  | 24   | 27   | 30  | 36  | 41  | 46  | 50  | 55  |
| Højde U/kant   | 2,4 | 2,9 | 3,2 | 4  | 5,5  | 6,5 | 8    | 9,5 | 10,5 | 13   | 14  | 15  | 17  | 19  | 22  | 27  |
| Højde M/kant   | 4   | 5   | 5   | 6  | 8    | 10  | 12   | 14  | 16   | 18,5 | 20  | 24  | 27  | 30  | 33  | 36  |